# David William Holden
David William Holden (* 3. November 1955) ist ein britischer Mikrobiologe und erster Regius Professor of Infectious Diseases am Imperial College London.

## Leben
Holden schloss sein Studium an der University of Durham 1977 ab und promovierte (Ph.D.) 1981 in Mikrobiologie am University College London. Er arbeitete eine Zeitlang in den USA und Kanada, bevor er 1988 wieder in Großbritannien zur Genetics Division des National Institute for Medical Research in London wechselte. 1990 nahm er Vorlesungen an der Royal Postgraduate Medical School auf, einem heutigen Teil der Imperial College School of Medicine. 1995 übernahm er eine volle Professur in Mikrobiologie.
Von 2012 bis 2019 war Holden Direktor des Centre for Molecular Bacteriology and Infection (MRC CMBI). 2017 folgte die Ernennung zum Regius Professor of Infectious Diseases, die im Jahr zuvor durch Königin Elizabeth II. anlässlich ihres 90. Geburtstag gestiftet worden war.

## Forschung
Holden untersuchte, mit welchem Mechanismus Pathogene Tiere infizieren, insbesondere, welche Gene dabei wirksam werden. Dafür entwickelte er die Signature-Tagged Mutagenesis (STM), bei der gezielt einzelne Gene eines Organismus deaktiviert werden, um deren Funktion im Gesamtzusammenhang des Organismus zu erkennen. Holdens primäres Ziel war es, die Gene zu identifizieren, die beim Infektionsgeschehen eine Rolle spielen. Insbesondere bei Streptokokken und Salmonellen war das Team sehr erfolgreich. Holdens neuere Forschung konzentriert sich auf das Infektionsgeschehen und wie die Pathogene die Immunabwehr umgehen.
Neben seinen Forschungen ist Holden in der Redaktion einiger Fachzeitschriften aktiv und er ist wissenschaftlicher Beirat am Zentrum für Infektionsforschung der Julius-Maximilians-Universität Würzburg.

## Ehrungen
Holden ist seit 2004 Fellow der Royal Society. Er hält eine Fellowship der American Academy of Microbiology, der Academy of Medical Sciences (UK).

## Bibliografie (Auswahl)
- J. E. Shea und D. W. Holden, 2000, Signature-tagged mutagenesis helps identify virulence genes, ASM NEWS, Vol: 66, Pages: 15-20, ISSN 0044-7897
- C. R. Beuzon, S. Meresse, K. E. Unsworth, J. Ruiz-Albert, S. Garvis, S. R. Waterman, T. A. Ryder, E. Boucrot, D. W. Holden et al., 2000, Salmonella maintains the integrity of its intracellular vacuole through the action of SifA, EMBO JOURNAL, Vol: 19, Pages: 3235-3249, ISSN 0261-4189
- J. S. Brown, S. M. Gilliland, J. Ruiz-Albert, D. W. Holden et al., 2002, Characterization of pit, a Streptococcus pneumoniae iron uptake ABC transporter, INFECTION AND IMMUNITY, Vol: 70, Pages: 4389-4398, ISSN 0019-9567
- K. B. Hisert, M. MacCoss, M. U. Shiloh, K. H. Darwin, S. Singh, R. A. Jones, S. Ehrt, Z. Y. Zhang, B. L. Gaffney, S. Gandotra, S. W. Holden, D. Murray, Cet Nathan al., 2005, A glutamate-alanine-leucine (EAL) domain protein of Salmonella controls bacterial survival in mice, antioxidant defence and killing of macrophages: role of cyclic diGMP, MOLECULAR MICROBIOLOGY, Vol: 56, Pages: 1234-1245, ISSN 0950-382X